# Danilson Córdoba
Luis Danilson Córdoba Rodríguez (Quibdó, 6 de setembro de 1986) é um futebolista profissional colombiano que atua no Avispa Fukuoka.